# 匍匐凤仙花
匍匐凤仙花（学名：Impatiens reptans），为凤仙花科凤仙花属下的一个种。

## 扩展阅读
維基物種上的相關：匍匐凤仙花